# Accord de Segura-Lécera
L'accord de de Segura-Lécera (Convenio de Segura-Lécera en espagnol) est une convention signé en avril 1839 sur le traitement des prisonniers de guerre durant la Première Guerre carliste sur le front du Maestrazgo. Il est signé le 1er avril à Lécera par Antonio Van Halen pour l'armée loyale à la reine Isabelle II, et le 3 avril à Segura par Ramon Cabrera pour les fidèles du prétendant Charles de Bourbon. Analogue à l'accord de lord Elliot (es) (avril 1835) concernant un autre front du conflit, il fait suite à des exactions menées par les deux généraux sur les prisonniers.
Après la signature de l'accord, il y a eu un important échange de prisonniers à Onda.

## Sources
- (es) Cet article est partiellement ou en totalité issu de l’article de Wikipédia en espagnol intitulé « Convenio de Segura-Lécera » (voir la liste des auteurs).

1. ↑  (ca) « conveni d’Elliot » , sur Gran Enciclopèdia Catalana
2. ↑  (es) Buenaventura Córdoba, Vida militar y política de Cabrera, vol. 3, Impr. y fundicion de Don E. Aguado, 1845, p. 3
3. ↑  (ca) Federico Martínez Roda, Valencia y las Valencias: su historia contemporánea (1800-1975), Fundación Univ. San Pablo, 1998, 541 p. (ISBN 9788486792893, lire en ligne), p. 286-287